# Slag bij Benevento
De slag bij Benevento werd op 26 februari 1266 uitgevochten in de buurt van de Italiaanse stad Benevento tussen de legers van Karel van Anjou en Manfred van Sicilië. De slag was een overwinning voor de Welfen en zorgde voor het einde van het bewind van de Hohenstaufen in toenmalig Italië.

## Aanloop
De pausen waren al jarenlang in conflict met de Hohenstaufen, met wie zij over het bewind over Italië streden. Na een vals gerucht van de dood van Konradijn, de rechtmatige erfgenaam van de Siciliaanse troon, werd de troon opgeëist door Manfred van Sicilië die een bastaardzoon was van keizer Frederik II. Paus Urbanus IV was vastbesloten om Manfred van de Siciliaanse troon te krijgen en bood deze aan de Franse prins Karel van Anjou aan.
In 1265 bereikte Karel de stad Rome. Het duurde echter tot januari 1266 tot dat het conflict tussen de twee vorsten begon. Om de sterke positie van Manfred bij Capua te verslechteren trok Karel van Anjou de Apennijnen over. Manfred was op de hoogte van deze tactiek en liet zijn troepen stationeren aan de overkant van de rivier de Calore.

## Slagopstelling
Karel van Anjou had zijn leger in drie gedeeltes verdeeld. De infanterie stond onder de aanvoering van Hugh de Mirepoix en Filips van Montfort, het tweede gedeelte stond onder aanvoering van Karel zelf en het derde deel werd geleid door Gilles II de Trasignies en Robrecht III van Vlaanderen. Manfred had ook zijn leger in drie gedeeltes opgesplitst. Zijn Saraceense boogschutters waarachter zijn 1.2000 Duitse huurlingen stonden opgesteld onder leiding van de neef van Manfred, Giordano d'Angliano. Het tweede gedeelte bestond uit Italiaanse huurlingen en 300 Saraceense cavaleristen en stond onder de leiding van Galvano Lancia. De 1.400 soldaten die afkomstig waren uit Sicilië zelf stonden onder leiding van de Manfred zelf.

## Verloop
De slag begon in de ochtend toen Manfred zijn boogschutters de brug Ponte Leproso liet oversteken om de vijand te belagen. De infanterie sloeg hierdoor op de vlucht, maar de Provençaalse cavalerie wist de boogschutters terug te drijven. Hierdoor ging Manfred meteen weer over tot de aanval. Karel van Anjou moest daarop zijn eigen leger inzetten in het strijdveld. De tegenstand van de Duitsers brak weldra waarop zijn troepen de brug trachtten over te vluchten. Het derde gedeelte van het Angevijnse leger viel vervolgens de flanken van het Siciliaanse leger aan waardoor vele edelen uit het Sicilianse contingent van Manfred van het slagveld vluchtten. Manfred sneuvelde zelf tijdens de slag. De brug bij het slagveld werkte als een trechter waardoor vele soldaten stierven of gevangen werden genomen.

## Nasleep
De slag bij Benevento betekende het einde van de regering van de Hohenstaufen in Italië. Karel installeerde zich als koning van Sicilië en Napels. In 1268 trachtte Konradijn, de laatste der Hohenstaufen, het verloren koninkrijk nog te veroveren, maar hij werd door Karel in de Slag bij Tagliacozzo verslagen en gevangengenomen.